# Королівські Йорданські Соколи
Королівські Йорданські Соколи (араб. صقور الأردن الملكية, романіз. Ṣuqūr al-Urdunn al-malakiyya, англ. Royal Jordanian Falcons) — національна демонстраційна пілотажна команда Королівства Йорданія. Була створена за наказом короля Хусейна в 1976 році. Команда виступає на чотирьох літаках та має п'ятий як резервний. Базується в аеропорту Акаба (також відомий як Міжнародний аеропорт короля Хусейна).
Команда почала з двох біпланів Pitts S-2A Special, в 1979 було додано третій літак. У 1992 році «Соколи» перейшли на п'ять Walter Extra EA300. У 2007 році були замінені на новіші Extra 300L, яку своєю чергою у 2018 році замінили на Extra 330LX.
«Йорданські Соколи» працюють на основі військово-цивільного співробітництва між Королівськими йорданськими повітряними силами і Королівськими йорданськими авіалініями. Пілоти відбираються з військово-повітряних сил на термін від трьох до чотирьох років, однак самі літаки належать королівським авіалініям, які забезпечують їх обслуговування.
Основною метою команди є популяризація йорданської культури на міжнародному рівні, і основним елементом їхньої шоу-програми є акробатичні польоти щільним строєм у супроводі східної музики, що відтворюється для глядачів на землі. Закордонний дебют команди відбувся на Паризькому авіасалоні в Ле-Бурже в 1979 . З того часу «Соколи» неодноразово виступали на авіашоу у Європі, Північній Америці, Азії та Північній Африці. На низці авіашоу вони отримали різні нагороди, зокрема чотири рази виграли трофей Cannestra на Royal International Air Tattoo як найкраща закордонна команда .
Склад команди станом на 2022 рік :
- Riyad Ayyoub (головний керівник)
- Jamil Zayyad (командир групи, лідер)
- Ahmad Rababa'h (правий фланг)
- Feras Alhweitat (лівий фланг)
- Sharif Hatouq (соло)
- Doraid Al Lawama (запасний)

## Галерея

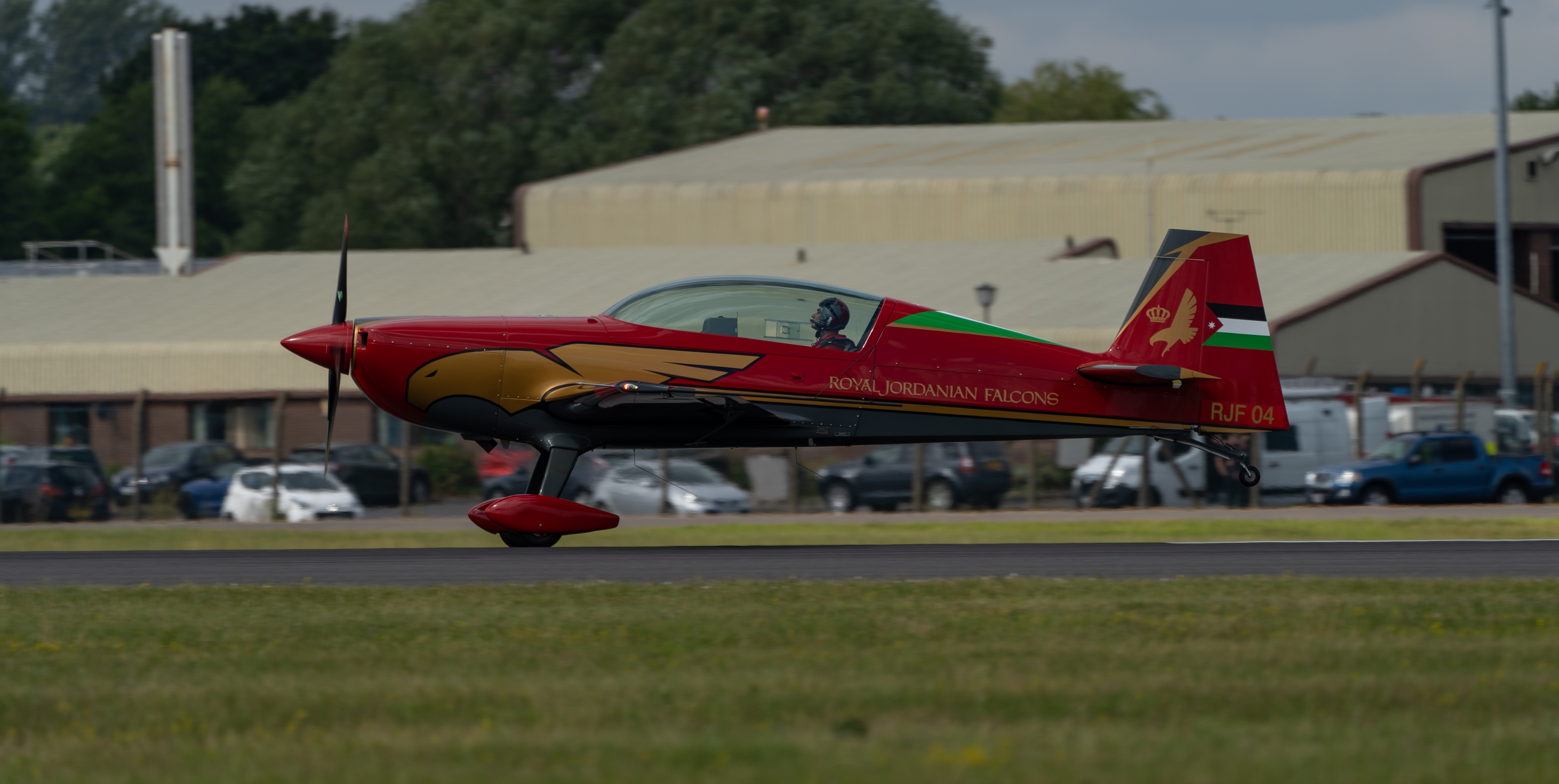
Один з літаків ескадрильї.
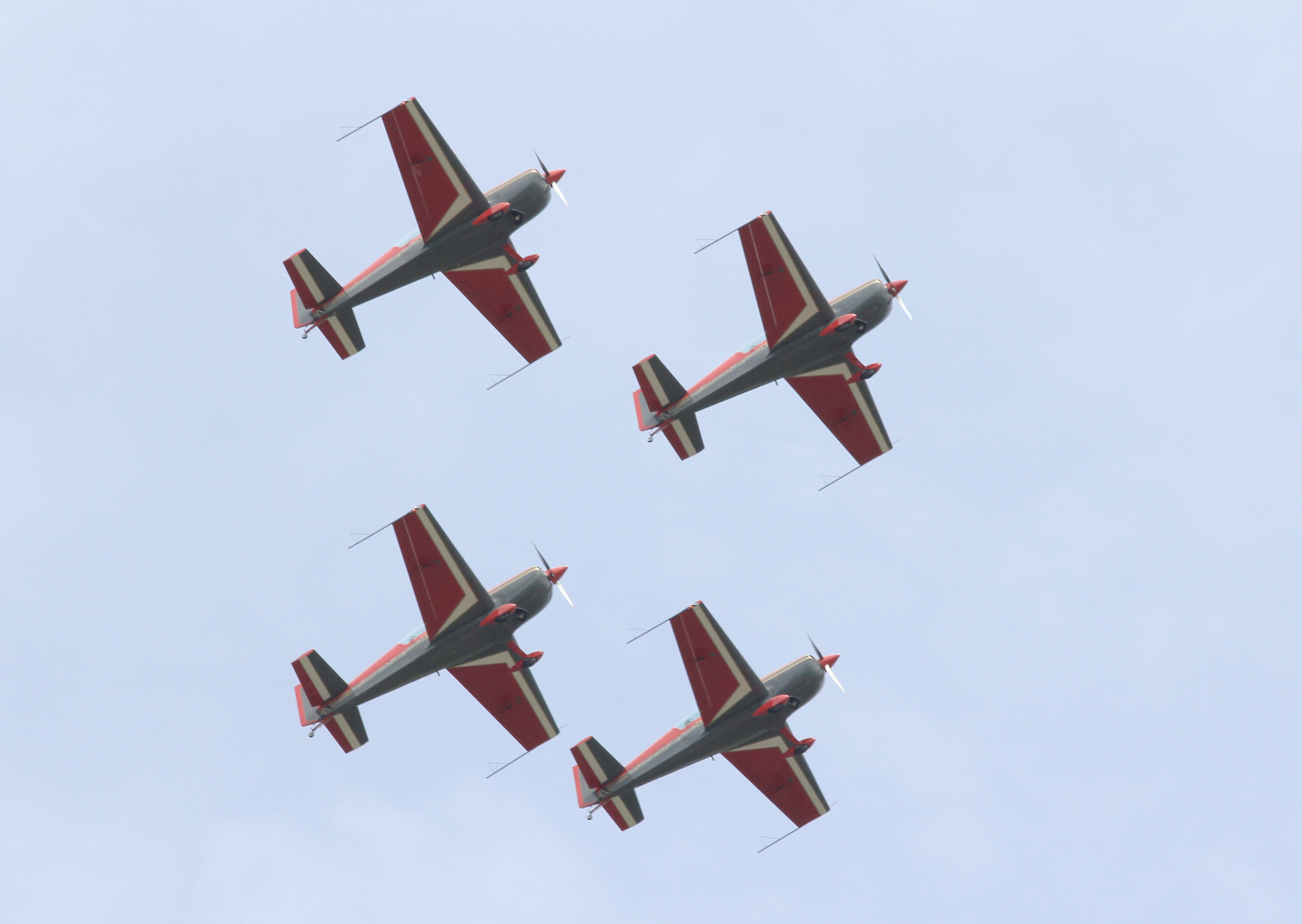
CIAF[cz] 2013
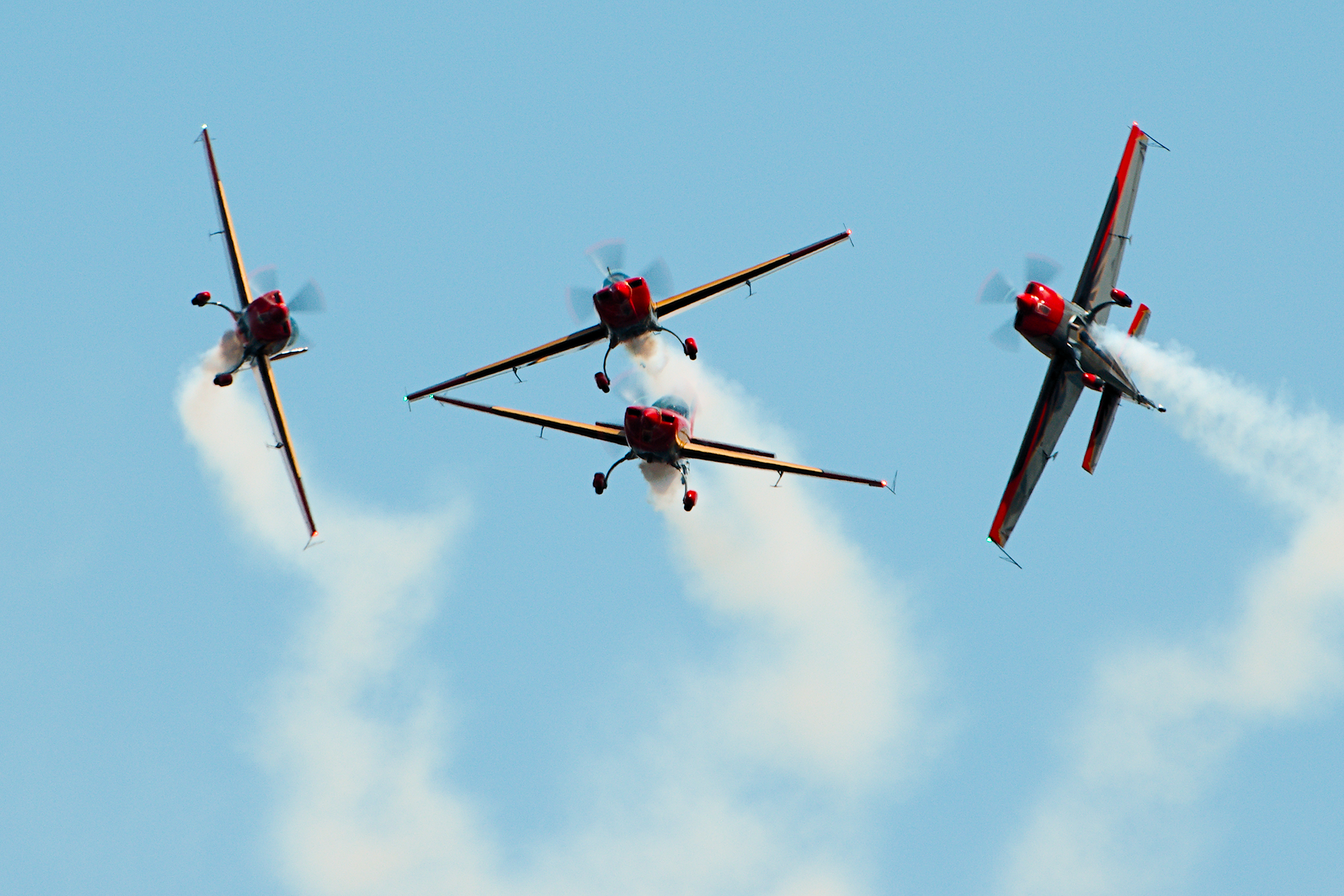
RIAT 2018
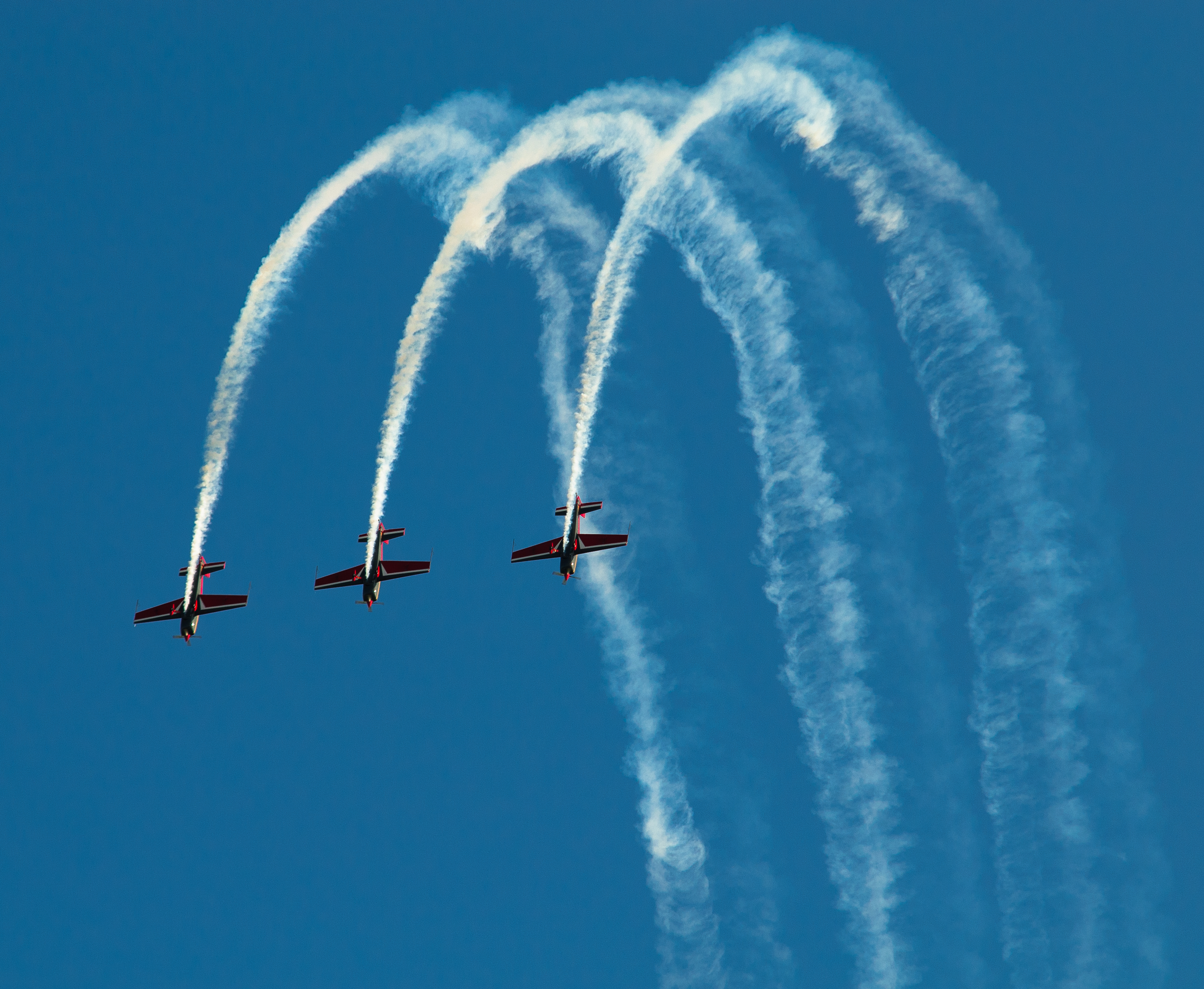
День Королівських ВПС Нідерландів[nl] 2011
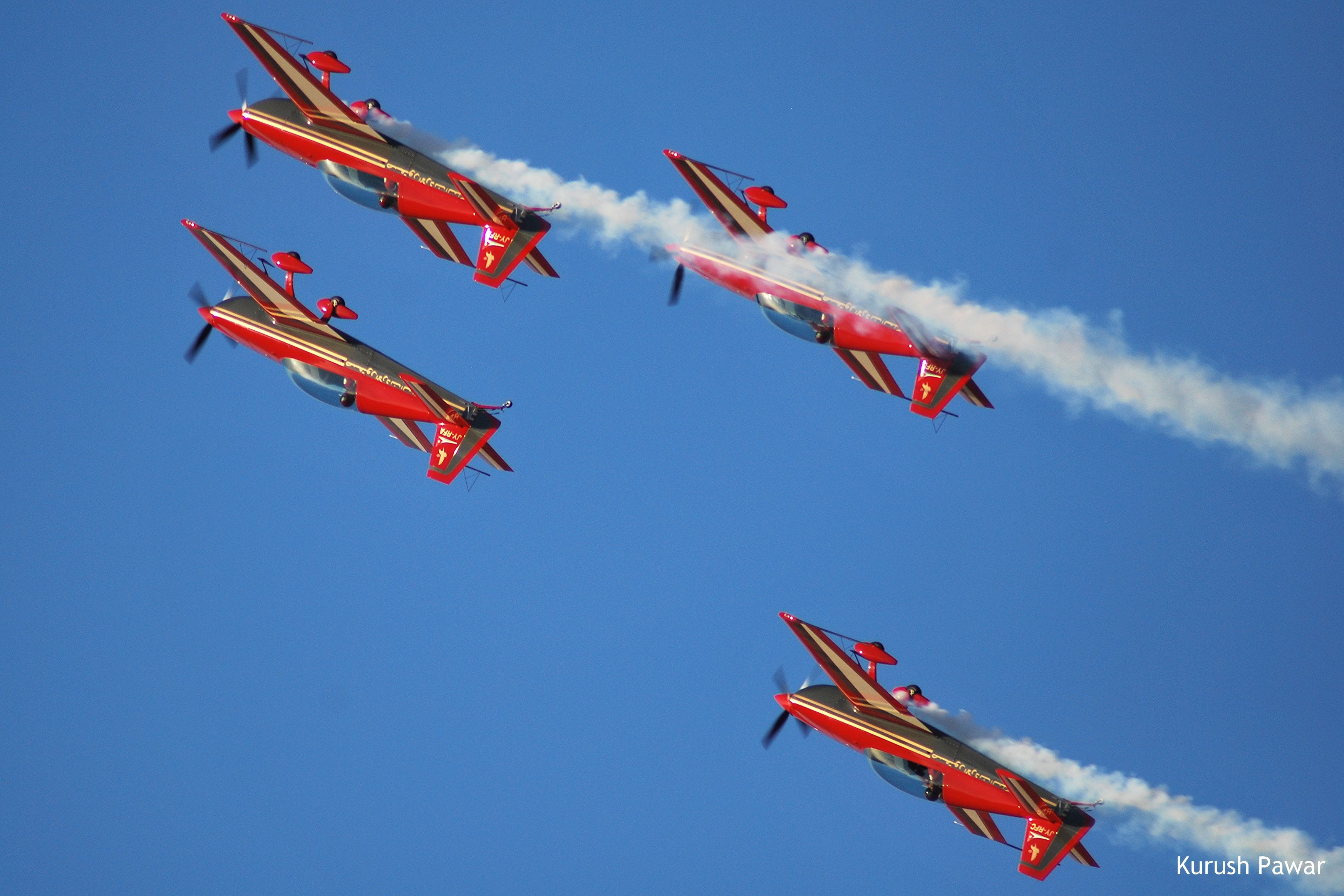
Перевернутий політ у строю.